# Молибдат стронция
Молибдат стронция — неорганическое соединение, соль металла стронция и молибденовой кислоты с формулой SrMoO4, 
серые кристаллы, 
не растворимые в воде.

## Получение
- Обменные реакции:

{\displaystyle {\mathsf {Na_{2}MoO_{4}+SrCl_{2}\ {\xrightarrow {}}\ SrMoO_{4}\downarrow +2NaCl}}}
- Сплавление оксида молибдена(VI) с оксидом или карбонатом стронция:

{\displaystyle {\mathsf {MoO_{3}+SrO\ {\xrightarrow {T}}\ SrMoO_{4}}}}
{\displaystyle {\mathsf {MoO_{3}+SrCO_{3}\ {\xrightarrow {T}}\ SrMoO_{4}+CO_{2}}}}

## Физические свойства
Молибдат стронция образует серые кристаллы 
тетрагональной сингонии, 
пространственная группа I 41/a, 
параметры ячейки a = 0,53944 нм, c = 1,2020 нм, Z = 4.
Не растворяется в воде.

## Применение
- Используется при выплавке ферромолибдена.